# Natuurpark Península de Llevant

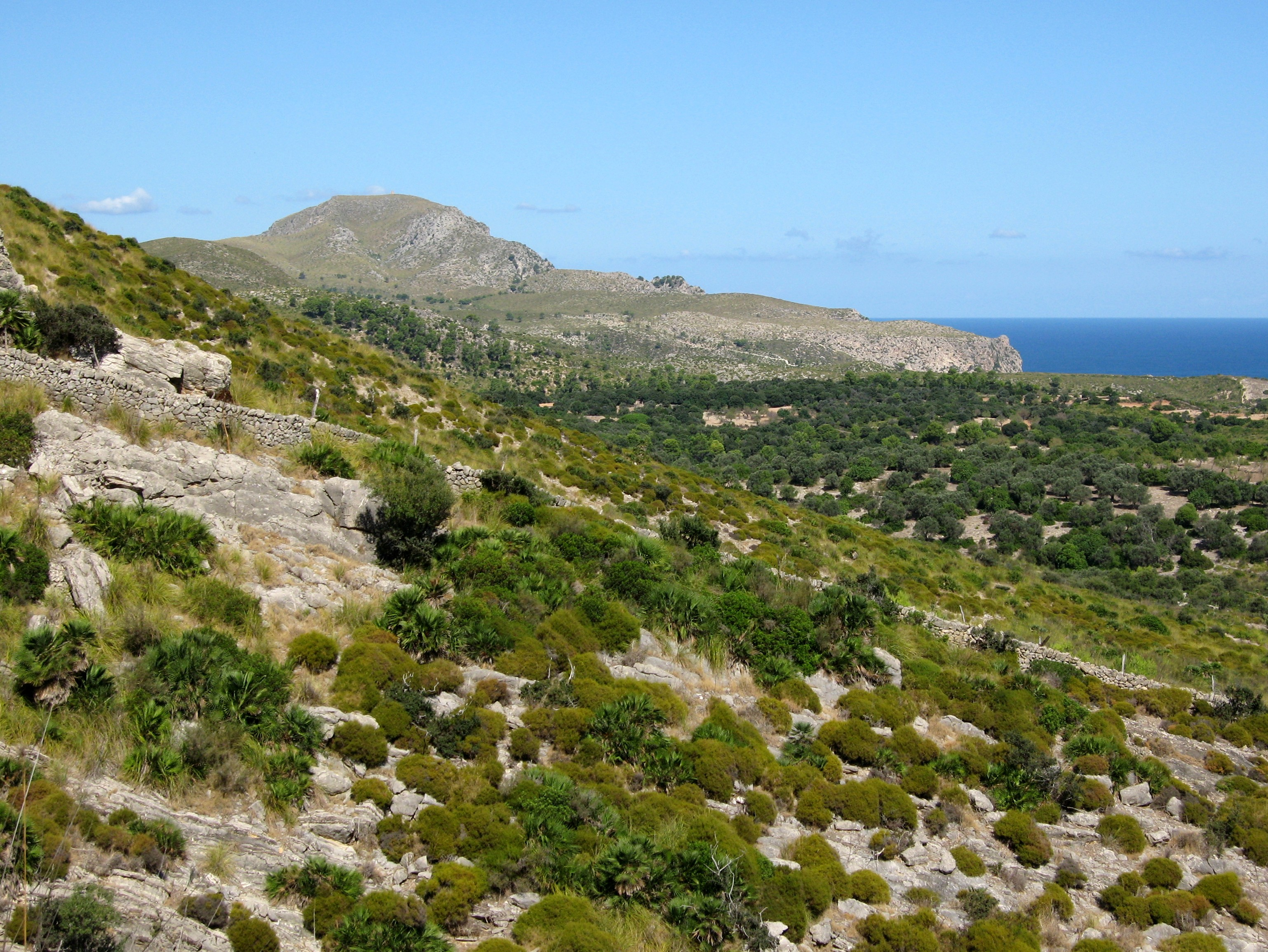

Het Natuurpark Península de Llevant (Catalaans: Parc natural de la Península de Llevant/ Spaans: Parque natural de la Península de Levante) is een natuurpark op Mallorca (Balearen) in Spanje. Het natuurpark werd opgericht in 2001 en is 21507 hectare groot. In het park komt Griekse landschildpad, Eleonora's valk en visarend voor.